# Nationaal park Lurë
Het Nationaal park Lurë (Lura) (Albanees: Parku Kombëtar i Lurës) is een bergachtig gebied en (tussen 1966 en 2018) een nationaal park in Albanië. Het park, dat een oppervlakte heeft van 1280 hectare, ligt tussen de rivieren de Mat en de Drin.
De hoogste berg, de Kurona e Lurës, is 2121 meter hoog. In het park leven onder meer wolven en bruine beren.
Het park is vooral van belang vanwege de veertien gletsjermeren, en wordt met name begroeid door Macedonische dennen.
In 2018 werd het Nationaal park Lurë uitgebreid en samengevoegd met Nationaal Park Zall-Gjoçaj tot het nieuwe Nationaal park Lurë-Mali i Dejës.